# Masepowka
Masepowka (russisch Мазеповка) ist ein Dorf in der russischen Oblast Kursk. Der Ort liegt im Rylski rajon an der Europastraße 38.
Masepowka wurde vom ukrainischen Kosakenführer Iwan Masepa gegründet und ist nach ihm benannt.

## Bilder

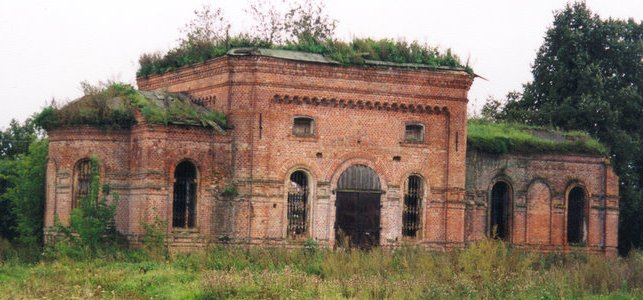
Kirchenruine in Masepowka (2003)